# 361530 Victorfranzhess
361530 Victorfranzhess este o planetă minoră (asteroid) din centura de asteroizi. A fost descoperită pe 22 aprilie 2007 la Gaisberg⁠(d) de Richard Gierlinger⁠(d). 
Obiectul prezintă o orbită caracterizată de o semiaxă mare de 3,1021275348477 UAi, o excentricitate de 0,22, o înclinație de 12,7 ° în raport cu ecliptica.